# Bělomořsko-baltský kanál

Mapa Bělomořsko-baltského kanálu

Bělomořsko-baltský kanál, Bělomořsko-baltská vodní cesta nebo pouze Bělomořský kanál (rusky Беломорско-балтийский канал zkráceně Беломорканал, ББК, do roku 1961 Беломорско-Балтийский канал имени Сталина) je kanál, který spojuje Bílé a Baltské moře. Vede postupně přes řeku Dolní Vyg, Vygozero, Oněžské jezero, řeku Svir, Ladožské jezero a Něvu. Tato stavba, jež byla dlouho považována za neuskutečnitelnou, byla postavena převážně vězni stalinských gulagů v rekordním čase v letech 1931–1933. Při stavbě zemřelo podle různých odhadů 12 000 (oficiální stalinské údaje) až 250 000 (nezávislé odhady) těchto vězňů.

## Historie

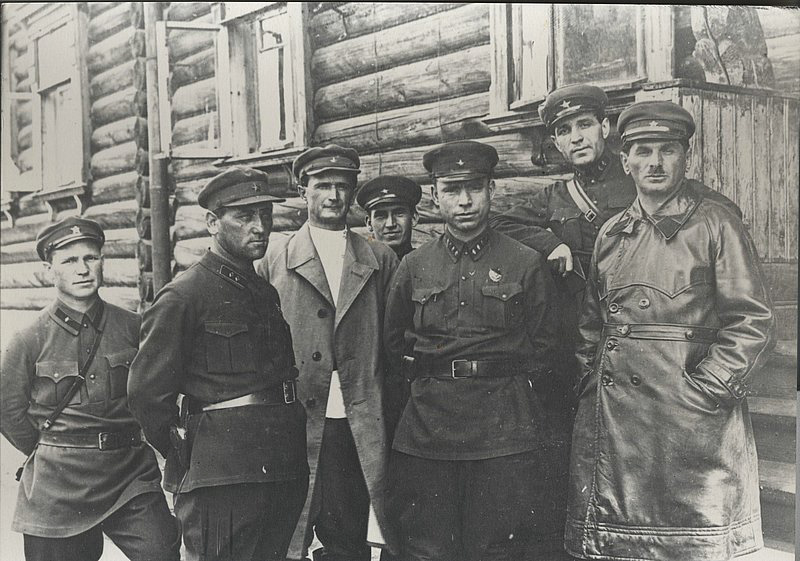
Naftalij Frenkel – zcela vpravo

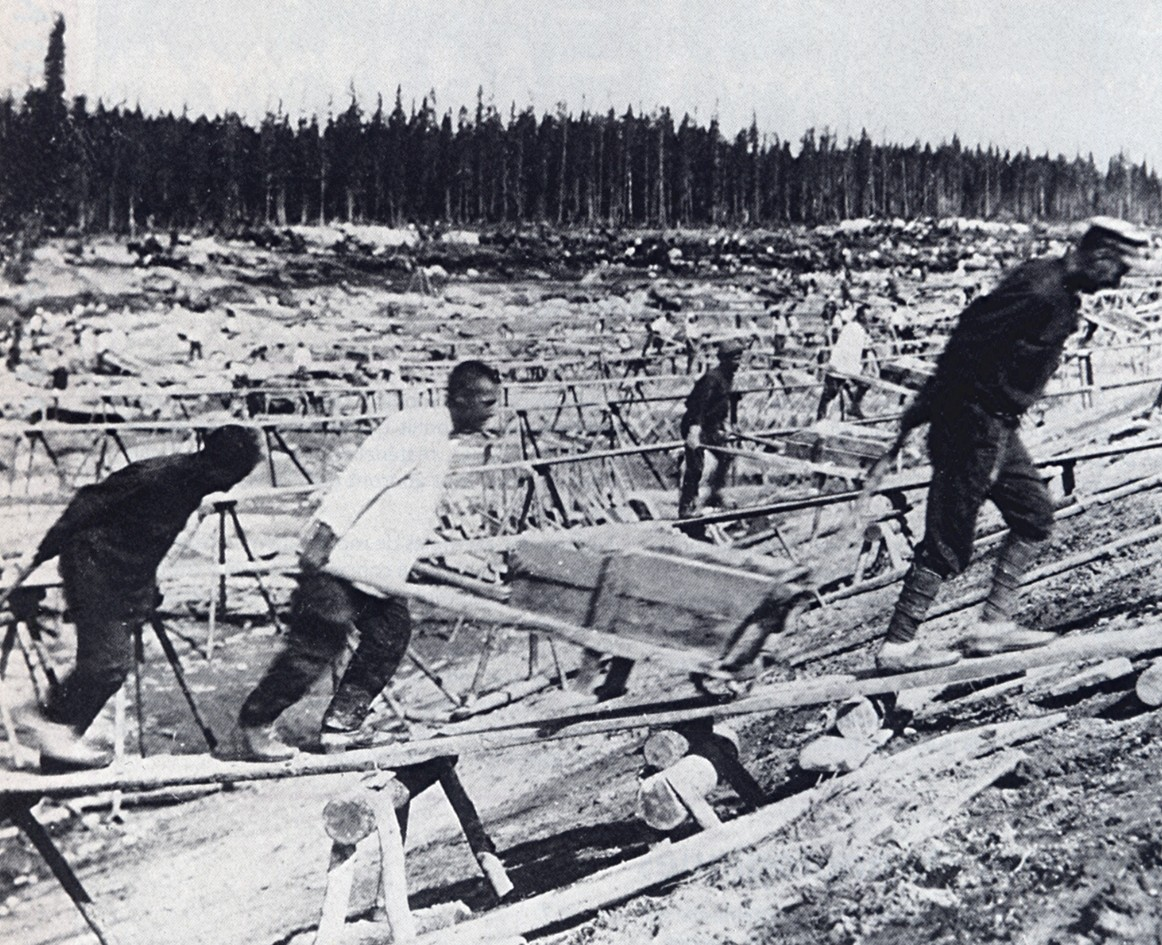
Vězni při práci, 1932

Už někdy ve 14. století vznikl v tehdejším carském Rusku nápad, že by se dal využít systém řek a jezer na severozápadě Ruska, aby se lodní doprava dala snadněji dovést do centrálních částí země. Již v té době tedy vznikla myšlenka na stavbu Bělomořsko-baltického kanálu. O tomto projektu se uvažovalo nesmírně dlouho, ale nakonec byl zavržen jako neuskutečnitelný.
Jedním z prvních autorů již konkrétnějšího plánu byl kupec Fjodor Michajlovič Antonov, který roku 1824 podnikl lodí cestu od břehů moře přes řeky a jezera, jež měla tvořit součást budoucího kanálu. Ačkoli suchá území musel zvládat za pomoci koňského povozu, stejně dorazil do Petrohradu o celé čtyři měsíce dříve, než bylo zvykem. I přes tento úspěch byl celý projekt tehdejším carským režimem zavržen. Myšlenka byla tzv. dána k ledu až do chvíle, kdy přišli na scénu bolševici.
Velmi důležitou postavou, bez níž by k realizaci projektu stěží došlo, byl Naftalij Aronovič Frenkel, jenž vypracoval rozsáhlý projekt pracovních táborů po celém severu země a dokázal moskevskému vedení, jak výhodná a efektivní je bezplatná práce vězňů. Vedení SSSR se tento projekt nesmírně zalíbil a první stavbou, na které ho chtěli vyzkoušet, byl právě Bělomořský kanál.
Vznikla celá síť pracovních táborů, v nichž už v květnu roku 1930 bylo vězněno
171 251 lidí. 3. června stejného roku bylo Radou práce a obrany SSSR přijato konečné rozhodnutí o stavbě kanálu. Práce postupovala neuvěřitelně rychlým tempem. 1. července 1931 byl dokončen nákres celého projektu, 1. srpna téhož roku byly zahájeny stavební práce a na jaře roku 1933 už po novém kanálu pluly první parníky.
Obludnost Frenkelova plánu dovedl k dokonalosti sám Josif Vissarionovič Stalin.

## Budování kanálu

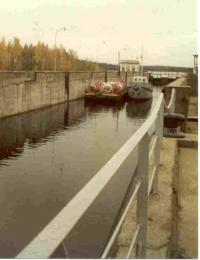
Kanál v 80. letech 20. století

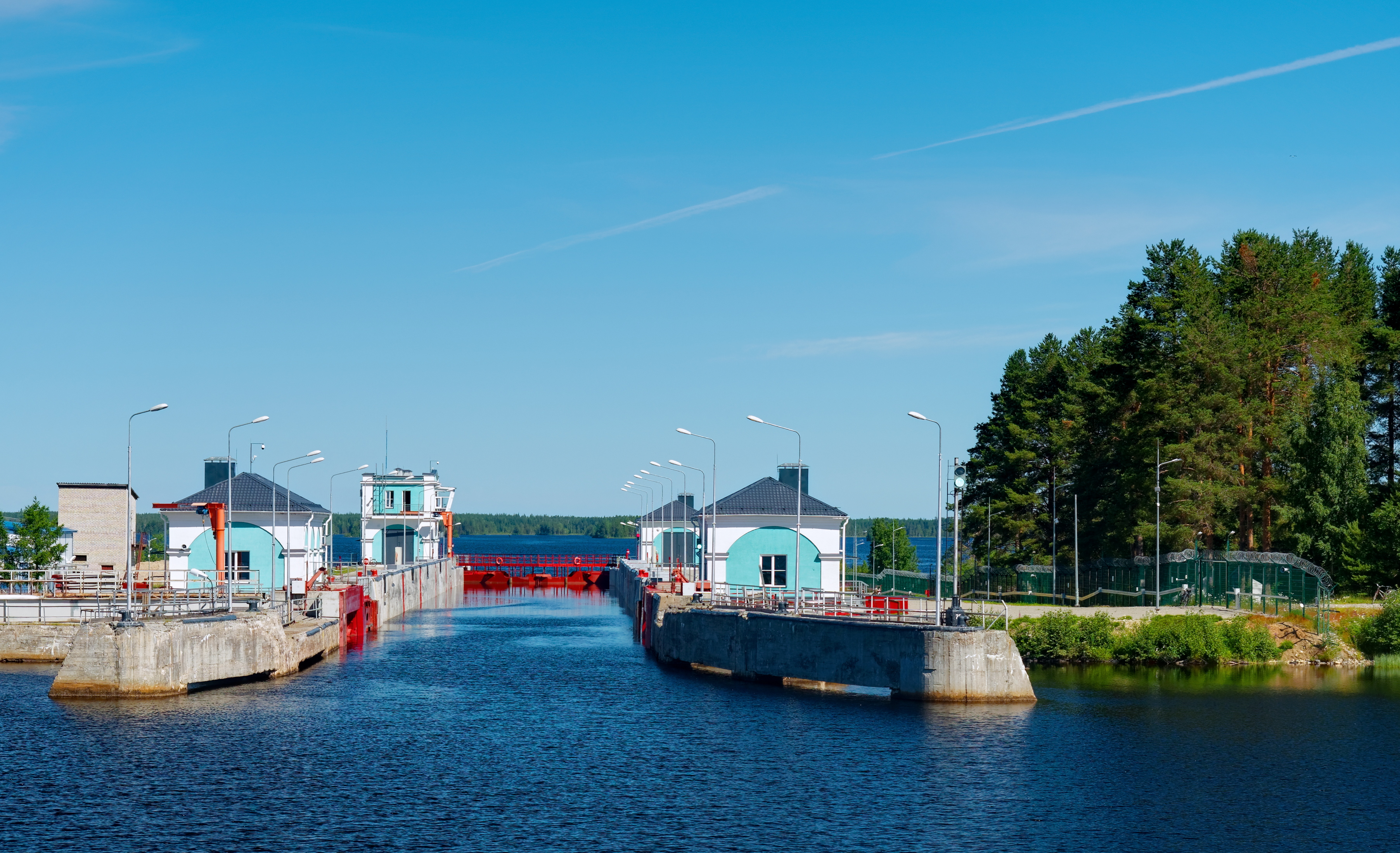
Zdymadla na kanále

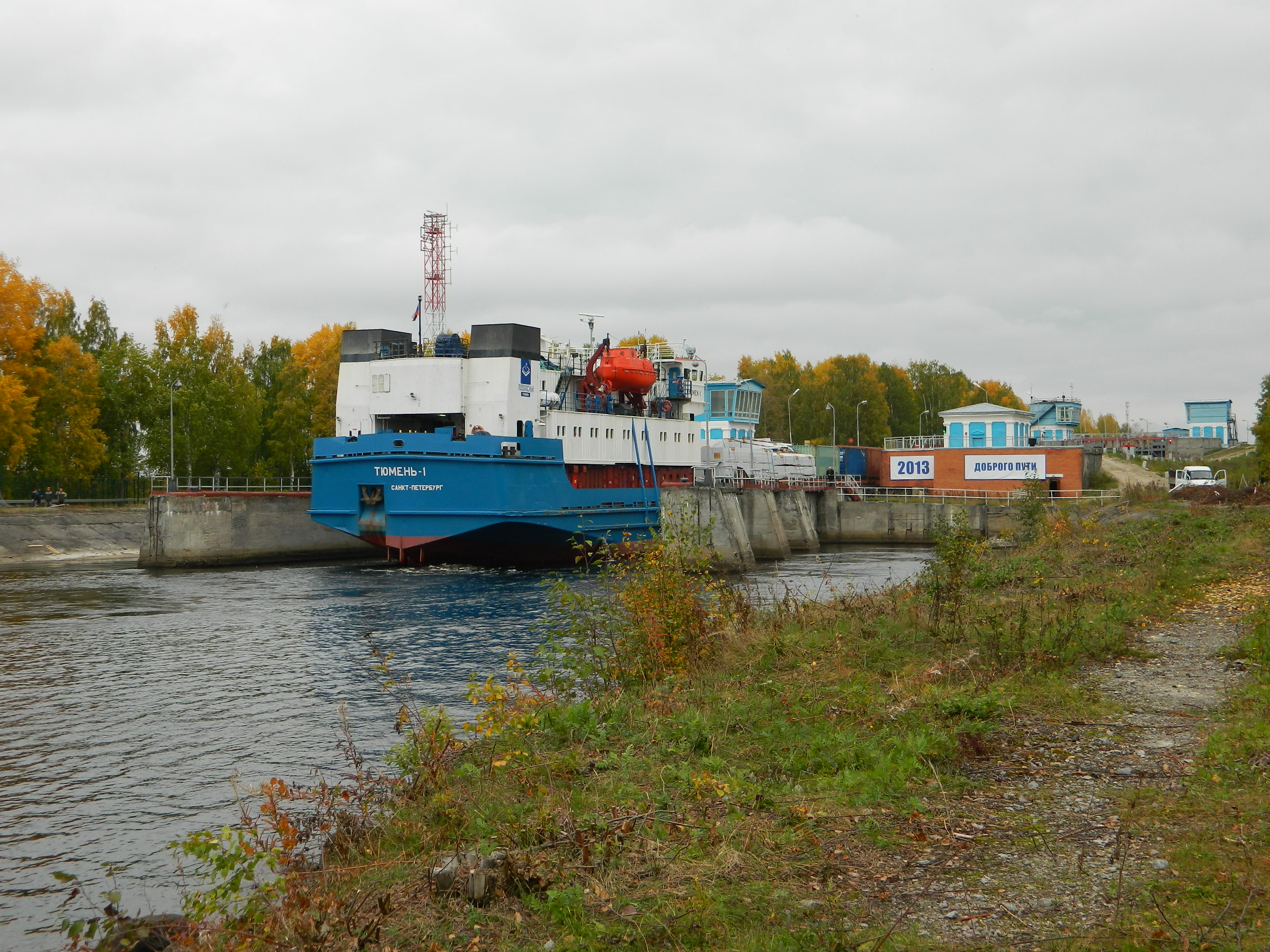
Říčně-námořní nákladní loď vplouvá do první plavební komory na Belomorkanalu

Stalin chtěl celému Rusku ukázat, že to, co nezvládl carský režim za několik století, dokáže SSSR za pár měsíců; světu zase potřeboval ukázat, jakých staveb je SSSR schopen. V důsledku toho putovaly na gulag statisíce lidí, aby se nuceně podíleli na stavbě Bělomořského kanálu. V dané oblasti bylo navíc nalezeno mnoho pravoslavných osad, o nichž se za vlády Lenina vůbec nevědělo. I jejich obyvatelé skončili v lágru. Přesná čísla nejsou k dispozici, ale odhaduje se, že na stavbě kanálu se podílelo kolem 160 000 vězňů, přičemž úmrtnost byla kolem 19 %. Je však pochopitelné, že samotná fyzická síla by ke stavbě takového projektu nestačila, takže byli po celé zemi houfně zatýkáni inženýři a konstruktéři, kteří byli na základě smyšlených obvinění nuceni k práci na kanálu.
Například ze vzpomínek Ing. Vjazemského, který byl z ničeho nic uvězněn, vyplývá, že když se ptal vyšetřovatele NKVD, za co byl vlastně zatčen, dostalo se mu odpovědi, že „není sovětským člověkem“. Vjazemský se zamyslel a prohlásil: „Já nemám rád shromáždění, nečtu sovětské noviny a nechodím na schůze. Toto znamená, že nejsem sovětským člověkem?“ Tohle jeho tvrzení k odvlečení do gulagu stačilo. Dalším zatčeným a nuceně nasazeným byl Ing. K. M. Zubrick. Ten se ani nikdy pořádně nedozvěděl, za co byl vlastně uvězněn. Na jeho otázky odpovídali příslušníci NKVD, že to není podstatné.
Po dokončení stavby nastala největší amnestie v dějinách SSSR: 12 484 vězňů bylo zcela zproštěno trestu a 59 516 vězňům byly tresty sníženy. I přes tuto masovou amnestii však stalinský teror pokračoval a v roce 1935 už bylo na gulagu vězněno kolem jednoho milionu lidí.
Celý projekt se zdá jen těžko uvěřitelný, vykopání 227 km kanálu se stihlo za pouhých 22 měsíců (pro srovnání: Panamský průplav, který měří 81 km, se budoval 396 měsíců, má ovšem mj. podstatně větší hloubku), navíc v krajině, kde je devět měsíců mráz a zbytek roku vedra, rašeliniště a obrovská hejna komárů. Cesta z Archangelsku do Petrohradu dřív měřila 5167 km, zatímco dnes měří pouhých 1248 km; skutečný hospodářský význam kanálu však byl pochybný, mj. proto, že malá hloubka znemožňovala jeho využívání většími loděmi.

## Současný stav

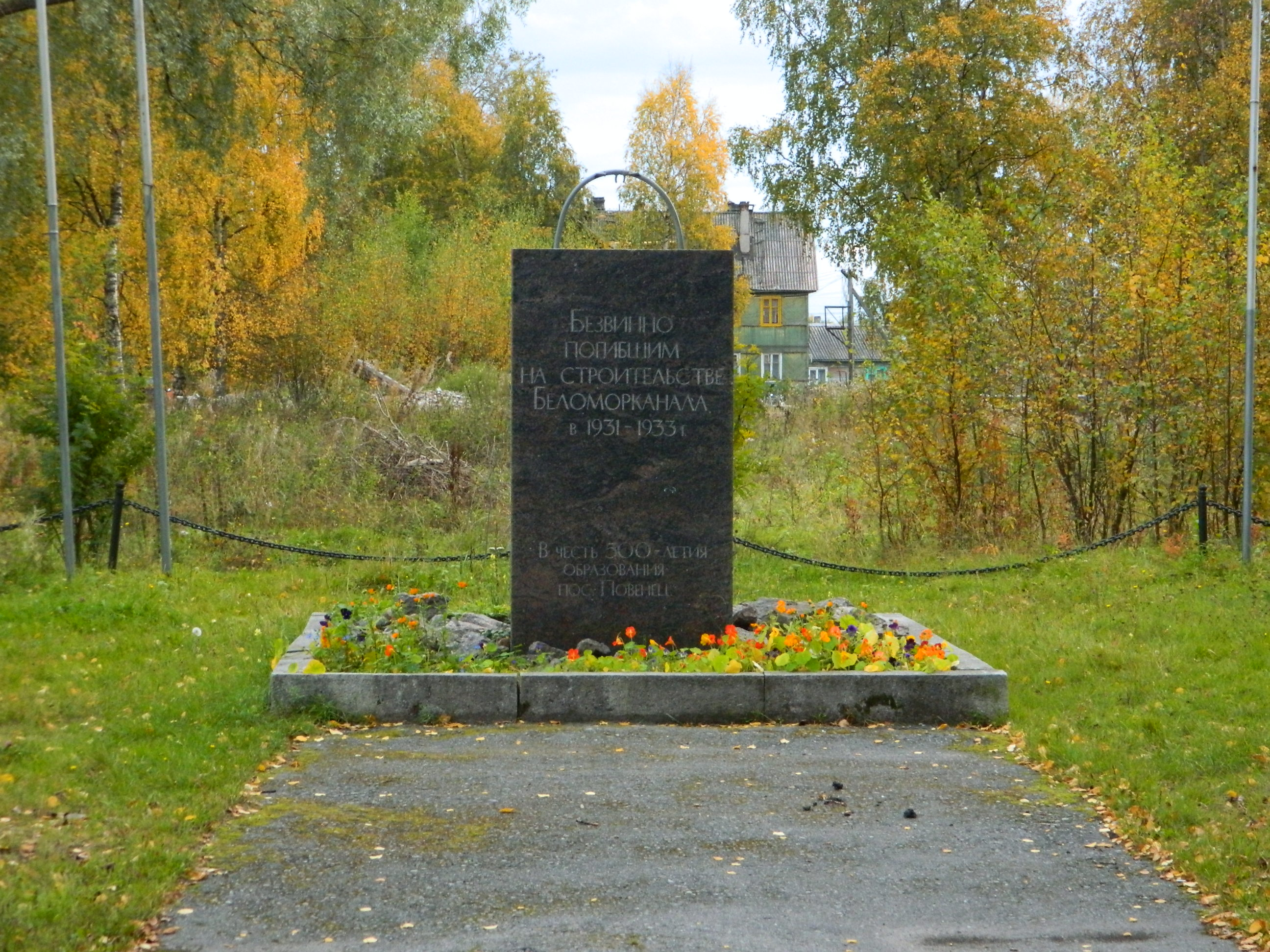
Památník obětem stavby kanálů v obci Povenec

Průplav byl několikrát prohlouben a nyní je jeho hloubka 5 m, což umožňuje plavbu námořních lodí s menším ponorem a říčně-námořních lodí.
Ruské úřady plánují do roku 2018 provést rozsáhlou modernizaci celé sítě ruských vodních cest, především průplavu Volha-Balt a Bělomořsko-baltského průplavu. Některé práce již probíhají od roku 2012 a očekává se uvedení vodních cest na požadované parametry z dnešního nevyhovujícího stavu.
Ročně se průplavem přepraví přibližně 500 000 tun nákladu, ale v posledních letech je vidět trvalý nárůst přeprav. Vrchol přeprav na průplavu byl v roce 1985, kdy bylo po průplavu přepraveno 7 300 000 tun nákladu. V letech 2010–2012 zahájily provoz na průplavu 3 nové hotelové lodě speciálně postavené pro rozměry průplavu.

## Technická data
- Délka: 227 km
- Průměrná hloubka: 5 m
- Max. rozdíl hladin: 70 m
- Rozměry plavebních komor: 135×14,3 m
- Počet plavebních komor: 19